# Rubin Popa
Rubin Popa (n. 1901, Ciugudu de Jos, județul Alba – d. 1958) a fost un medic și profesor universitar român.
Elev al profesorului T. Vasiliu, profesor la Catedra de Anatomie Patologică din Cluj, Rubin Popa s-a specializat sub conducerea lui Gustave Roussy (Paris), R. Erdman și R. Mayer (Germania). În 1926 a înființat, sub conducerea profesorului Iuliu Moldovan, Institutul pentru Profilaxia și Tratamentul Cancerului. În perioada 1945 și până în 1957 este directorul Institutului Oncologic. Este înmormântat în satul său natal, Ciugudu de Jos.